# Tomoyuki Kajino
Tomoyuki Kajino (梶野 智幸, Kajino Tomoyuki) est un footballeur japonais né le 11 juillet 1960 dans la préfecture d'Aichi au Japon.